# Parti guvat
A parti guvat (Aramides mangle) a madarak (Aves) osztályának darualakúak (Gruiformes) rendjébe, ezen belül a guvatfélék (Rallidae) családjába tartozó faj.

## Rendszerezése
A fajt Johann Baptist von Spix német biológus írta le 1825-ben, a Gallinula nembe Gallinula mangle néven.

## Előfordulása
Brazília területén honos. Természetes élőhelyei a szubtrópusi és trópusi mangroveerdők, mocsári erdők és édesvízi tavak környéke, valamint másodlagos erdők. Állandó, nem vonuló faj.

## Megjelenése
Testhossza 29 centiméter.

## Természetvédelmi helyzete
Az elterjedési területe nagyon nagy, egyedszáma ismeretlen. A Természetvédelmi Világszövetség Vörös listáján nem fenyegetett fajként szerepel.